# Circuito di Adelaide
Il circuito di Adelaide è un circuito cittadino che si trova nell'omonima città, all'interno del Parco della Vittoria, in Australia. Ha ospitato undici edizioni del Gran Premio d'Australia di Formula 1 (dal 1985 al 1995).

## Storia
La pista è cittadina ed è molto difficile, con una "S" veloce subito dopo il via (intitolata a Ayrton Senna), spesso sbagliata, e con altre curve molto tecniche e difficili. Nel 1991 la gara durò appena 24 minuti a causa di una forte pioggia, rendendola la gara di Formula 1 più breve di sempre; questo primato è resistito fino al Gran Premio del Belgio 2021. Inoltre bisogna ricordare che nel 1994 Michael Schumacher e Damon Hill, rispettivamente primo e secondo in classifica generale, lottarono su questo tracciato per il mondiale e la disputa finì con un tamponamento che mise fuori gioco entrambi i piloti, mentre nel 1995, Mika Häkkinen fu protagonista di un grave incidente nelle prove libere.
Dal 1996 il Gran Premio d'Australia si spostò a Melbourne e la pista per alcuni anni non fu usata. Dal 1999 tuttavia è diventata, in versione ridotta, teatro della Clipsal 500, una delle più prestigiose gare del Supercars, il campionato australiano per auto da turismo.